# Place Winston-Churchill
La place Winston-Churchill est un carrefour situé à Neuilly-sur-Seine (Hauts-de-Seine).

## Situation et accès
Ce carrefour est le point de rencontre des voies suivantes :
- Boulevard d'Inkermann
- Avenue du Roule
- Avenue Achille-Peretti
- Boulevard Jean-Mermoz
- Rue Louis-Philippe
- Rue d'Orléans.

## Origine du nom

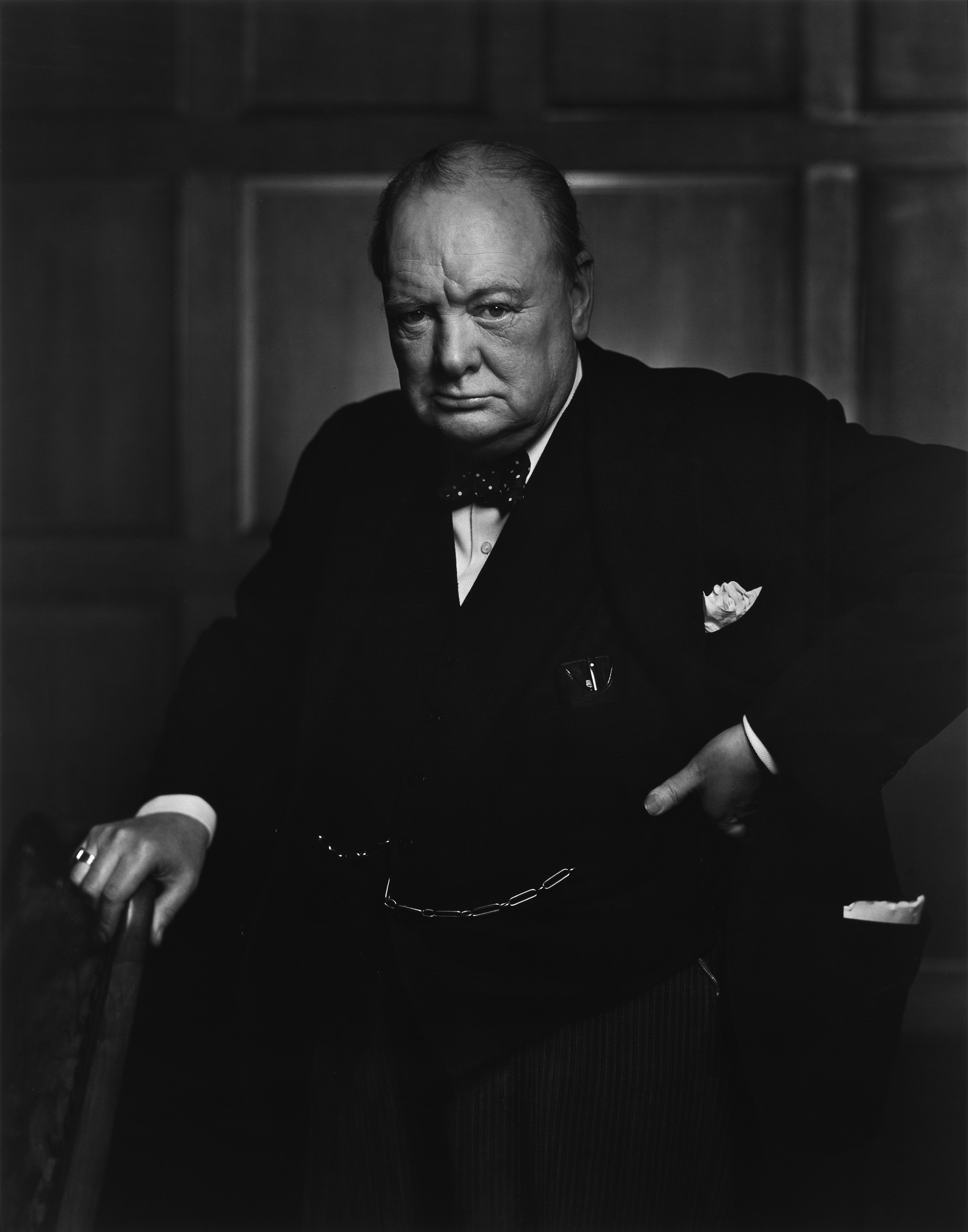
Winston Churchill en 1941.

Cette place honore l'homme d'État britannique Winston Churchill (1874-1965).

## Historique

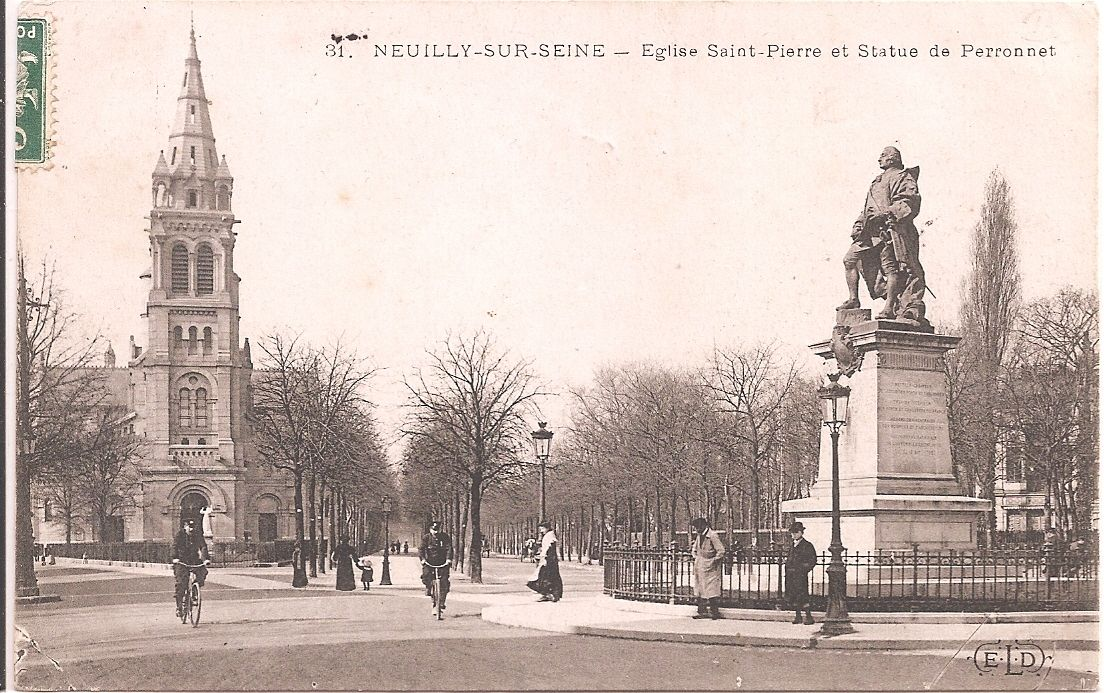
L'église Saint-Pierre de Neuilly et le monument à Perronet dans les années 1910.

Sur la place s'élevait autrefois une statue de l'ingénieur Jean-Rodolphe Perronet du sculpteur Adrien Étienne Gaudez, l'architecte Édouard Guiard ayant réalisé le socle. Elle est inaugurée en 1897 par le ministre des Travaux publics Adolphe Turrel, qui en profite pour décorer Guiard officier de l'ordre de l'Instruction publique. Tout comme la statue de Parmentier située avenue du Roule près de l'hôte de ville, elle est fondue en 1942 sous le régime de Vichy, dans le cadre de la mobilisation des métaux non ferreux,. En 1981, la municipalité neuilléenne acquiert auprès d'un antiquaire une autre statue en pierre de Perronet et l'installe sur l'île du Pont. En 2023, après restauration, elle est déplacée sur le parvis de l'hôtel de ville,.
Le premier nom de la place (rond-point d'Inkermann) commémorait la bataille d'Inkerman pendant la guerre de Crimée (1854).
La place prend sa dénomination actuelle lors du Conseil municipal du 3 décembre 1944. Elle est réaménagée entre 1949 et 1951 pour prendre son aspect actuel, accueillant en son centre un monument aux morts.

## Bâtiments remarquables et lieux de mémoire
- Monument aux morts de la Police nationale, œuvre de l'architecte Louis Jean Lefort, du sculpteur Raymond Servian et de l’entrepreneur Zanini[5].
- Jardin Jeanne-d'Arc[6], devant l'église Saint-Pierre de Neuilly-sur-Seine.

## Dans la fiction
Une des premières scènes du film Neuilly sa mère ! (2009) y est tournée.